# سیارک ۲۴۵۴۹
سیارک ۲۴۵۴۹ (به انگلیسی: 24549 Jaredgoodman، نامگذاری:2001DB69) بیست و چهار هزار و پانصد و چهل و نهمین سیارک کشف شده‌است که در ۱۹ فوریه ۲۰۰۱ کشف شد.
قدر مطلق سیارک برابر ۱۹.۵ است.